# تمرحنة بيضاوية الأوراق
تمرحنة بيضاوية الأوراق (الاسم العلمي:Ligustrum ovalifolium) هي نوع من النباتات تتبع جنس التمرحنة من الفصيلة الزيتونية.